# فلورد
فلورد، روستایی است از توابع بخش مرکزی شهرستان سوادکوه در استان مازندران ایران.این روستا به دلیل زیبایی طبیعی که دارد محل مناسبی برای گردشگران و مسافران می باشد. وجود آبشار ها و جنگل های پلکانی به زیبایی این روستا افزوده است.در دو سال اخیر به دلیل ورود تعداد زیادی از مردم از استان های دیگر،این روستا با رشد جمعیت چشمگیری مواجه شده است و از این رو ارزش زمین های این روستا به بالاترین حد در سالیان گذشنه رسیده است.

## جمعیت
این روستا در دهستان راستوپی قرار دارد و براساس سرشماری مرکز آمار ایران در سال ۱۳۸۵، جمعیت آن ۴۰۲ نفر (۹۳خانوار) بوده‌است.